# Хартмансдорф бај Кирхберг
Хартмансдорф бај Кирхберг (њем. Hartmannsdorf bei Kirchberg) општина је у њемачкој савезној држави Саксонија. Једно је од 33 општинска средишта округа Цвикау. Према процјени из 2010. године у општини је живјело 1.447 становника. Посједује регионалну шифру (AGS) 14524100.

## Географски и демографски подаци
Хартмансдорф бај Кирхберг се налази у савезној држави Саксонија у округу Цвикау. Општина се налази на надморској висини од 418 метара. Површина општине износи 27,1 km². У самом мјесту је, према процјени из 2010. године, живјело 1.447 становника. Просјечна густина становништва износи 53 становника/km².

## Међународна сарадња
| Мјесто | Држава    | Врста сарадње | Од    |
| ------ | --------- | ------------- | ----- |
|        | Француска | партнерство   | 1991. |
| Извор  |           |               |       |